# Mains de la victoire
 (octobre 2007).
Si vous disposez d'ouvrages ou d'articles de référence ou si vous connaissez des sites web de qualité traitant du thème abordé ici, merci de compléter l'article en donnant les références utiles à sa vérifiabilité et en les liant à la section « Notes et références ».

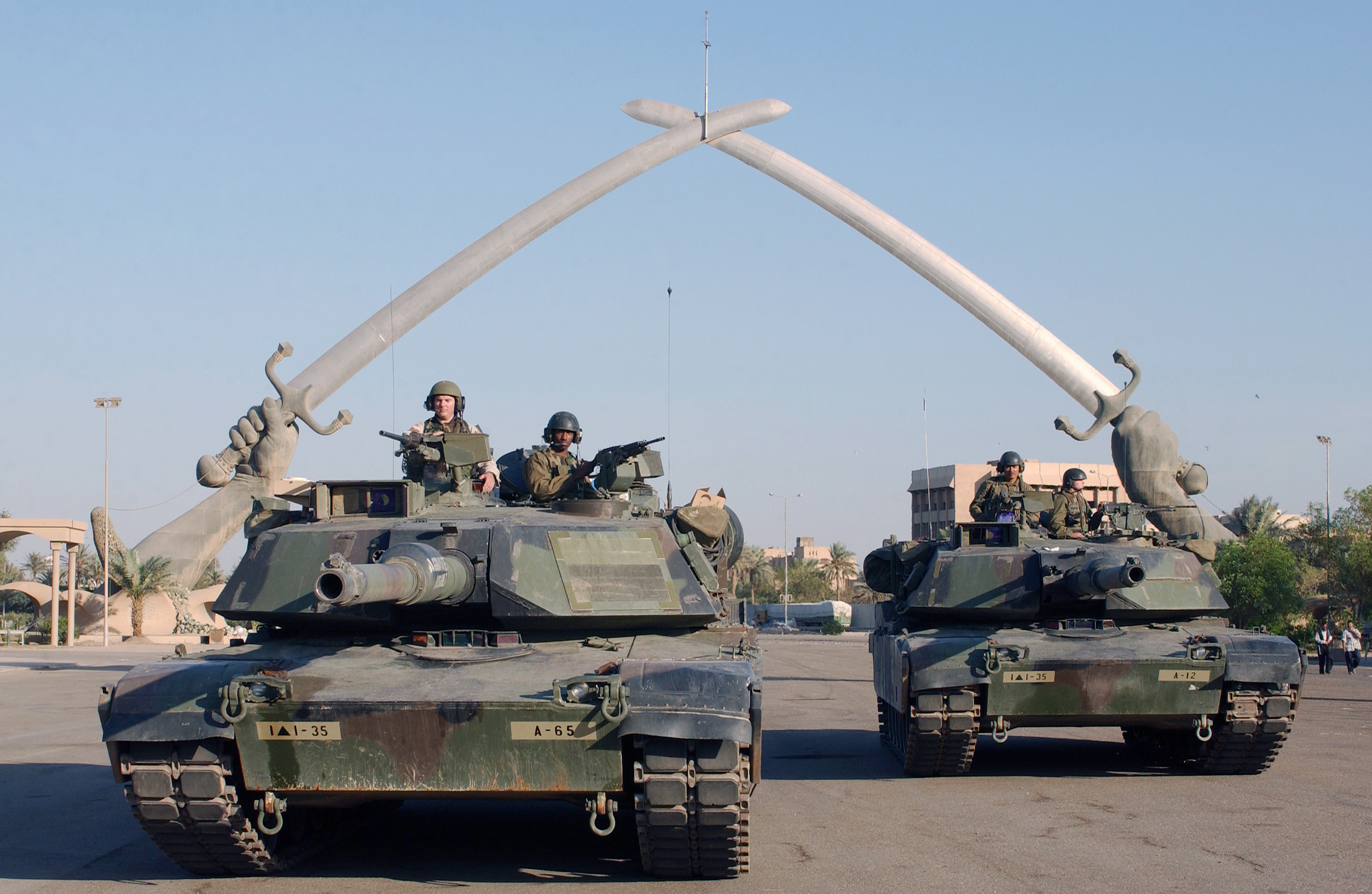
Des soldats américains de la coalition militaire en Irak devant les Mains de la victoire.

Les Mains de la victoire est une arche triomphale au centre de Bagdad, en Irak. L'arche consiste en une paire de mains tenant des sabres croisés. Les deux arches marquent les entrées pour un lieu de parade construit pour commémorer la supposée victoire de l'Irak dans la guerre Iran-Irak (laquelle est considérée par la plupart des observateurs internationaux comme une défaite pour l'Irak).
En 1986 (deux ans avant la fin de la guerre) le gouvernement de l'Irak commença la construction d'une esplanade pour les festivals et les parades dans le parc Zawra, près du grand complexe des palais présidentiels. Connu comme le grand carré des festivités il comprend un vaste emplacement de parade, un pavillon commémoratif et les deux arches.
Le plus célèbre sculpteur d'Irak, Adil Kamil, reçut la commande pour concevoir ces arches. Son dessin consiste en une paire de mains massives surgissant du sol, chacune tenant un sabre de 45m de long. Une hampe de drapeau se dresse au point où les sabres se rejoignent. Quand Kamil mourut en 1987, son camarade Mohammed Ghani prit la suite.
Les arches furent construites par un consortium international mené par la fonderie allemande H+H Metalform avec la collaboration notamment de la société britannique Morris Singer Founders. Du métal des fusils de soldats irakiens tués dans la guerre furent incorporés dans l'alliage de bronze dans lequel les arches sont moulées. Chaque lame pèse 24 tonnes. Anciennement, 5000 casques de soldats iraniens tués pendant cette guerre étaient retenus par des filets entre les sabres et éparpillés au sol, ils furent rendus à Téhéran.
Cette structure a failli disparaître lors de l'invasion de Bagdad en mars 2003, elle a été sauvée grâce à l'intervention d'artistes irakiens auprès des forces de la coalition.